# پیک نیک شرکتی
«پیک نیک شرکتی» قسمت پایانی فصل پنجم سریال تلویزیونی کمدی آمریکایی اداره و به طور کلی صدمین قسمت این مجموعه است. این قسمت در اصل در ۱۴ مه ۲۰۰۹ از ان‌بی‌سی در ایالات متحده پخش شد. در این قسمت، مایکل قصد دارد دوست دختر سابقش هالی را در یک پیک نیک برگزار شده توسط داندر میفلین به دست آورد، در حالی که بقیۀ دفتر اسکرانتون در یک تورنمنت رقابتی والیبال شرکت می‌کنند.
این قسمت توسط پل لیبرشتاین و جنیفر سلوتا نوشته شده‌است و کن کواپیس کارگردانی آن را بر عهده داشته‌است. در این قسمت ستاره‌های سابق مجموعه، امی رایان در نقش هالی فلکس و ادریس البا در نقش چارلز ماینر حضور داشتند. بازیگر زن جینا فیشر به اندازه‌ای که در این قسمت نشان داده می‌شود، در ورزش والیبال با استعداد نیست، بنابراین برخی از صحنه‌های او با تصاویر کامپیوتری اصلاح شده‌اند.
صحنه‌ای که جیم و پم متوجۀ حاملگی پم می‌شوند هیچ دیالوگی ندارد و ادای احترام به صحنه‌ای مشابه در نسخه اصلی بریتانیایی اداره است، جایی که تیم کانتربری در سکوت عشق خود را به داون تینزلی اعلام می‌کند. این قسمت همچنین طرحی دربارۀ تاریخچۀ داندر میفلین دارد که از فیلم میلیونر زاغه‌نشین تقلید می‌کند.
«پیک نیک شرکتی» به طور کلی نقدهای مثبتی دریافت کرد، به ویژه برای بازگشت هالی و صحنه‌ای که جیم متوجه می‌شود پم باردار است. طبق رتبه بندی نیلسن، ۶٫۷۲ میلیون بیننده این قسمت را تماشا کردند. این قسمت پایین‌ترین امتیاز فصل بود و کمترین امتیاز را به طور کلی برای اداره در دو سال گذشته داشت، که به گفتۀ منتقدان با توجه به اینکه قسمت آخر فصل بود، اتفاق تعجب آوری بود.